# Alapona elabora
Alapona elabora är en insektsart som beskrevs av Delong 1980. Alapona elabora ingår i släktet Alapona och familjen dvärgstritar. Inga underarter finns listade i Catalogue of Life.